# 多遅摩比多訶
多遅摩比多訶（たぢまひたか）は、日本神話の人物。神功皇后の母方の祖父。多遅摩比那良岐の子として誕生。姪の菅竈由良度美を娶る。

## 家族
多遅摩比多訶の父は多遅摩比那良岐。姪の菅竈由良度美との間に、葛城高顙媛を儲けた。
古事記の応神天皇段には、多遅摩比多訶について次の記載がある。
多遲摩比那良岐、此之子、多遲摩毛理、次多遲摩比多訶、次清日子。
上云多遲摩比多訶、娶其姪・由良度美、生子、葛城之高顙比賣命。

## 祭神
兵庫県豊岡市但東町にある日出神社では、多遅摩比多訶を祭神としている。